# Molden (Familie)
Molden ist der Name einer österreichischen Schriftsteller- und Intellektuellenfamilie (ursprünglicher Name: Moldauer).
Zu ihr gehören unter anderem
- der Publizist Berthold Molden (1853–1942)[1]

- dessen Frau, Berta, geb. Edlinger (1856–1935)[2]

dessen Sohn
- der Journalist und Historiker Ernst Molden (1886–1953), siehe Ernst Molden (Journalist)

- dessen Frau, die Dichterin der österreichischen Bundeshymne Paula von Preradović (1887–1951)

sowie deren Söhne
- der österreichische Widerstandskämpfer und Kulturpolitiker Otto Molden (1918–2002)

- der österreichische Widerstandskämpfer, Journalist, Verleger und Diplomat Fritz Molden (1924–2014)

sowie
- die österreichische Journalistin und Autorin, Ehefrau Fritz Moldens Hanna Molden (* 1940)

und die Söhne Fritz Moldens
- der Schriftsteller und Musiker Ernst Molden (* 1967)

- der Historiker Berthold Molden (* 1974)

und der Sohn Ernst Moldens
- der Schulsprecher des Akademischen Gymnasium Wien Karl Molden[3]

Der 1964 in Wien gegründete Fritz Molden Verlag ist seit 2007 Teil der Grazer Styria-Pichler Verlagsgruppe.
In der Wienbibliothek im Rathaus befindet sich seit 2021 das Familienarchiv Molden.